# Show Yourself (canção)
"Show Yourself" é uma música do filme Frozen II de 2019 da Disney. É interpretada por Idina Menzel e Evan Rachel Wood e escrito por Kristen Anderson-Lopez e Robert Lopez.

## Antecedentes
Elsa segue uma voz misteriosa através do Mar Negro até Ahtohallan. Ela explora memórias do passado, descobrindo os segredos do que ocorreu na Floresta Encantada e a fonte de seus poderes. Ela canta "Show Yourself" enquanto mergulha mais fundo na verdade.
A versão original da música tinha aproximadamente seis minutos e meio de duração.
| “ | "Tinha que ser realmente triunfante e o processo levou cerca de seis meses para ser feito porque todo o resto da história ainda estava travando. Nós apenas tivemos que continuar reescrevendo os últimos três minutos da música tanto [com a ajuda do artista de histórias Mark Smith]. Mas agora eu realmente amo o momento em que ela [doma] Nokk, o cavalo d'água, e você sente essa alegria em se estabelecer em Elsa." | ” |

Lopez fez um relato semelhante: "Quando vimos a primeira rodada de imagens e depois no filme, todos concordaram que as mudanças precisavam acontecer. E isso ia e voltava por meses - agora são quatro minutos e 20 segundos e já um grande final. Transformou-se muito e foi difícil."

## Recepção
Show Yourself recebeu elogios da crítica e dos fãs. USA Today escreveu "é uma alegria ouvir suas acertar cada nota à vista". Stuff a elogiou por incorporar os outros motivos musicais do filme. O The New York Times comparou seu tema de auto-aceitação com "Let It Go" de Frozen. Assim como "Let It Go", a faixa também foi interpretada como uma revelação para a comunidade LGBTQ.